# Luisa Henrietta Oranžská
Luisa (také Louisa) Henrietta Oranžská (či Oranžsko-Nassavská) (7. prosince 1627, Haag – 18. června 1667, Cölln), byla rodem nizozemská princezna z Oranžsko-Nassavské dynastie a sňatkem braniborská kurfiřtka a pruská vévodkyně.

## Biografie

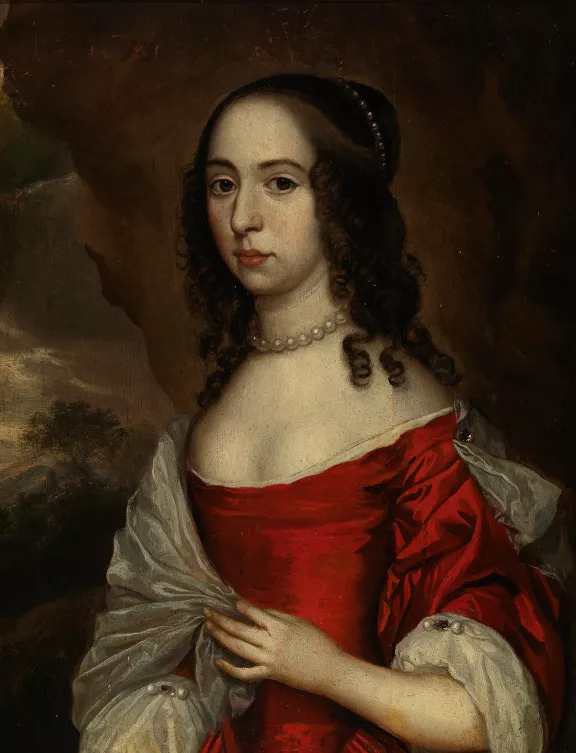
Princezna Luisa Henrietta Oranžská

### Původ, mládí
Luisa Henrietta, rozená princezna Oranžsko-Nassavská, se narodila jako druhé dítě/nejstarší dcera z devíti potomků nizozemského prince Frederika Hendrika Oranžského a jeho manželky Amálie zu Solms-Braunfels, která jako dvorní dáma Alžběty Stuartovny, manželky „zimního krále“ Fridricha Falckého, následovala svou paní do jejich nizozemského exilu.

### Manželství, potomci
V devatenácti letech, 7. prosince roku 1646, se Luisa Henrietta v Haagu provdala za braniborského kurfiřta Fridricha Viléma I., známého jako Velký kurfiřt. Fridrich Vilém poznal domov Luisy Henrietty ještě jako kurprinc během dlouholetého pobytu v Nizozemí a věděl o významném postavení bohaté a vážené rodiny Oranžských mezi zámožnými a pokrokovými Nizozemci. Tímto svazkem doufal Velký kurfiřt zvrátit politické zápolení o Pomořansko ve svůj prospěch.
Během téměř jedenadvaceti let, kdy byla Luisa Henrietta braniborskou kurfiřtkou, podnikla četné cesty mezi Haagem, Královcem, Berlínem a Kleve, následovala svého manžela na polních taženích v Severní válce do Varšavy a až do Jutska ve Švédsku. Doprovázela ho i při lovu i při dlouhých vyjížďkách po jejich braniborských sídlech.

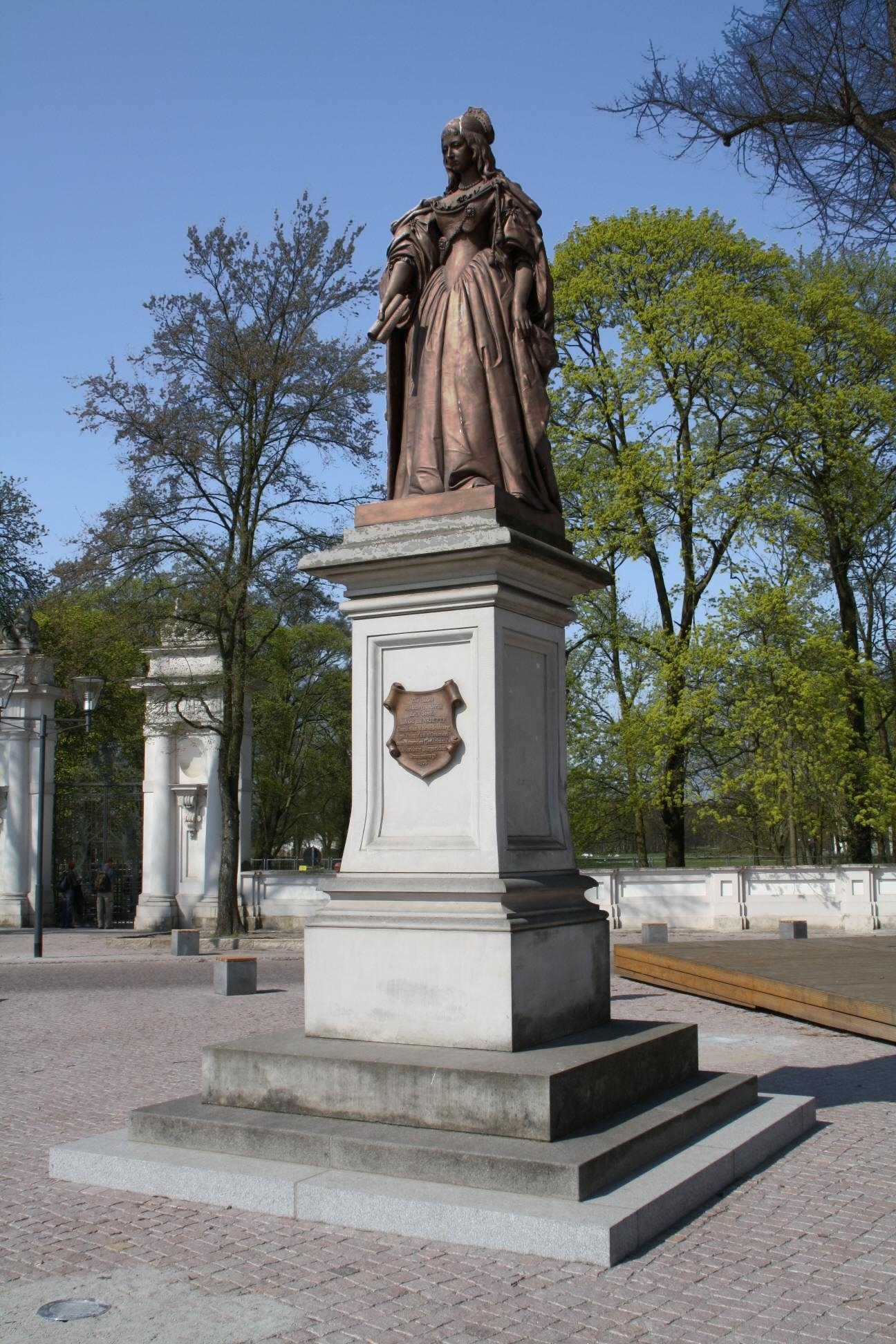
Luisin pomník v Oranienburgu

Kromě řady potratů porodila Luisa Henrietta šest dětí, z nichž však matku přežili pouze tři synové:
- 1. Vilém Jindřich (21. 5. 1648 – 24. 10. 1649)[1]
- 2. Karel Emil (16. 2. 1655 Berlín – 7. 12. 1674 Štrasburk),[2] svobodný a bezdětný, podlehl úplavici během francouzsko-nizozemské války[3]
- 3. Fridrich (11. 7. 1657 Königsberg – 25. 2. 1713 Berlín), poslední pruský vévoda v letech 1688–1701 a první pruský král od roku 1701 až do své smrti[4]
I. ⚭ 1679 Alžběta Henrieta Hesensko-Kasselská (18. 11. 1661 Kassel – 7. 7. 1683 Berlín)[5]
II. ⚭ 1684 Žofie Šarlota Hannoverská (30. 10. 1668 Bad Iburg – 1. 2. 1705 Hannover)[6]
III. ⚭ 1708 Žofie Luisa Meklenbursko-Schwerinská (16. 5. 1685 Grabow – 29. 7. 1735 Schwerin)[7]
- 4. Amálie (19. 11. 1664 Berlín – 1. 2. 1665 tamtéž)[8]
- 5. Jindřich (19. 11. 1664 Berlín – 26. 11. 1664 tamtéž)[9]
- 6. Ludvík (8. 6. 1666 Kleve – 7. 4. 1687 Postupim)[10]
⚭ 1681 Ludvika Karolina Radziwiłłova (27. 2. 1667 Königsberg – 25. 3. 1695 Brzeg)[11]

Z nich pak pouze Fridrich jako jediný přežil i svého otce a stal se jeho dědicem a následníkem a později jako Fridrich I. Pruský i prvním králem v Prusku.
Luisa Henrietta byla svému muži „pragmaticky myslící a jednající politickou rádkyní. S velkým nasazením se zasadila o usmíření s Polskem a výměnou dopisů s polskou královnou Ludovikou Marií ovlivnila koaliční posun Braniborska v Severní válce ve prospěch Polska a tím uznání suverenity braniborského kurfiřta nad pruským vévodstvím. Jen málo kněžen mělo takový vliv.“ 
Roku 1650 daroval Fridrich Vilém své manželce Amt Bötzow severně Berlína. Zde nechala Luisa Henrietta na místě starého askánského loveckého zámečku braniborského kurfiřta Jáchyma II. Hektora vybudovat nový zámek v holandském stylu a dala mu roku 1652 jméno Oranienburg („Oranžský hrad“). Krátce poté převzal nové jméno celý Bötzow a od té doby se nazývá Oranienburg.
V roce 1663 nechala Luisa Henrietta v Oranienburgu zřídit první evropský kabinet porcelánu, zjevně pod vlivem obyčeje holandských domácností zdobit krb porcelánem. O dva roky později splnila slib, učiněný po zdárném porodu syna Karla Emila, a založila sirotčinec, kde našlo útočiště 24 opuštěných dětí. Statut instituce vypracovala sama a obmyslela ústav takovými dary, které zabezpečily sirotkům dobrou péči.

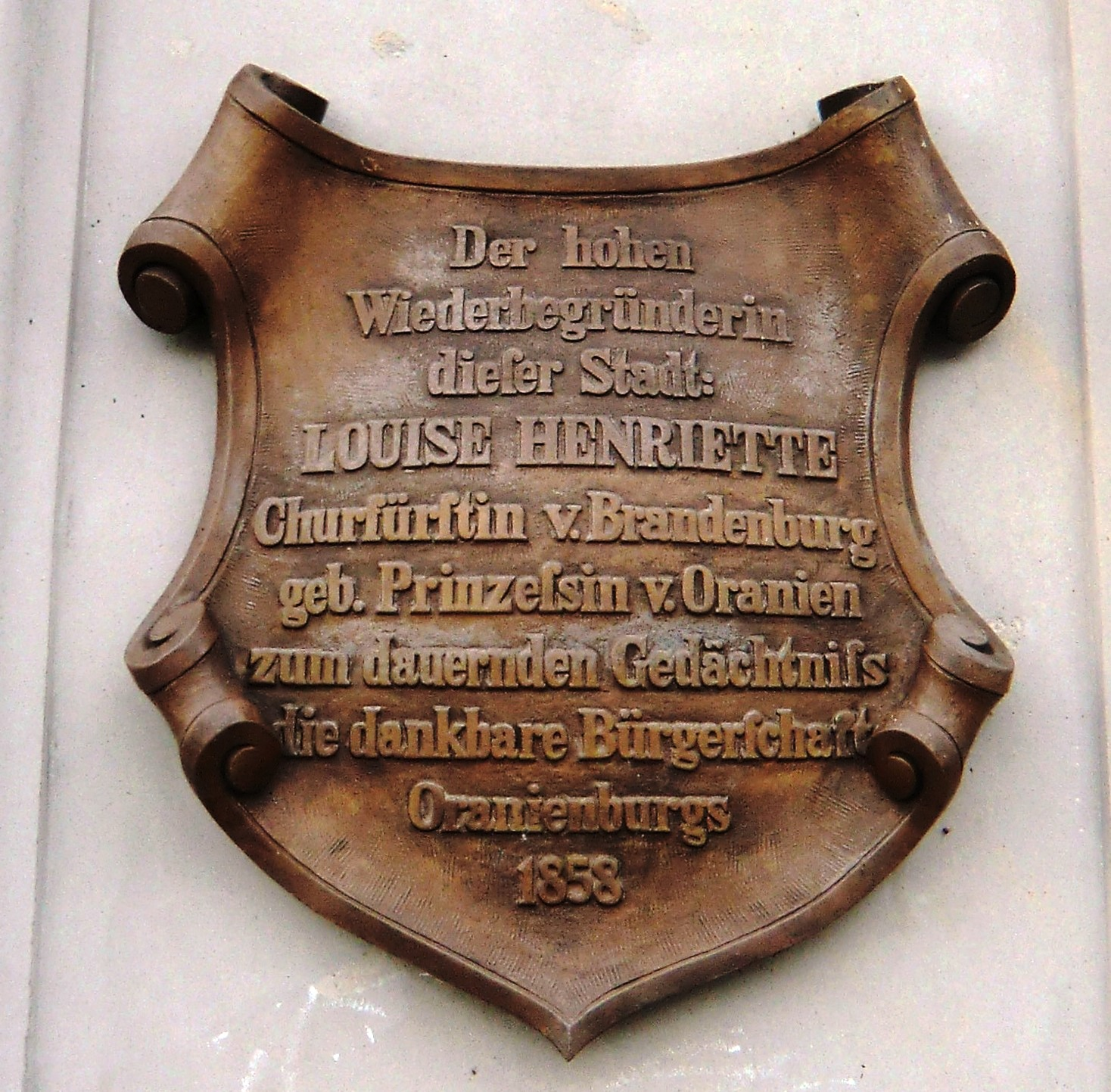
Deska s děkovným nápisem od oranienburských měšťanů na pomníku kurfiřtky

Kolem roku 1650 nechal Velký kurfiřt v klášteře v Lehninu prodloužit západní křídlo klausury a rozšířil jej na lovecký zámeček. To vedlo k utlumení dvorského života v dřívějším cisterciáckém klášteře v Zauche, neboť Lusia Henrietta nyní dávala přednost Lehninu jako letní rezidenci.
Poslední léta života trpěla Luisa Henrietta těžkými souchotinami. Zamřela v necelých čtyřiceti letech věku 18. června roku 1667. Pochována byla v hrobce v berlínském dómu.
V den 191. výročí skonu Luisy Henrietty byl na Zámeckém náměstí v Oranienburgu odhalen její pomník. Tvůrcem byl Friedrich Wilhelm Wolff (1816–1887) z Fehrbellinu.